# Trididemnum inarmatum
Trididemnum inarmatum är en sjöpungsart som först beskrevs av Richard von Drasche-Wartinberg 1883.  Trididemnum inarmatum ingår i släktet Trididemnum och familjen Didemnidae. Inga underarter finns listade i Catalogue of Life.